# Serge N'Guessan
Serge Yao N'Guessan (Abidjan, 31 luglio 1994) è un calciatore ivoriano, centrocampista del Beauvais.

## Carriera

### Club
Nel massimo campionato francese, ha esordito nel 2016 vestendo la maglia del Nancy.

### Nazionale
Ha esordito con la maglia della nazionale ivoriana nel 2015, venendo convocato per la Coppa d'Africa 2017.